# 小行星9043
小行星9043是一颗围绕太阳公转的小行星。1991年3月12日，亨利·德波鸿诺在拉西拉天文台发现了此天体。
这颗小行星的绝对星等为326.5009975374177等。